# Coleophora nomgona
Coleophora nomgona é uma espécie de mariposa do gênero Coleophora pertencente à família Coleophoridae.